# Adrien Beard
Adrien Beard (Los Angeles, 13 ottobre 1969) è un doppiatore, regista e sceneggiatore statunitense.

## Biografia
Adrien Beard nato a Los Angeles il 13 ottobre 1969 è noto per doppiare il ruolo di Tolkien Black nella serie televisiva South Park.

## Filmografia

### Televisione
- South Park regia di Trey Parker e Matt Stone (2004-2023)

### Videogiochi
- South Park Let's Go Tower Defense Play! (2009)
- South Park: Il bastone della verità (2014)
- South Park: Phone Destroyer (2017)
- South Park: Scontri Di-retti (2017)
- South Park: Snow Day! (2024)

## Riconoscimenti
Beard ha vinto tre Primetime Emmy Awards (2008, 2009, 2013) e ed è stato candidato ad altri sei (2011, 2014, 2015, 2016, 2017, 2018).